# Davallia hollandii
Davallia hollandii là một loài dương xỉ trong họ Davalliaceae. Loài này được Sim mô tả khoa học đầu tiên năm 1906.
Danh pháp khoa học của loài này chưa được làm sáng tỏ. 